# Union megye (Új-Mexikó)
Union megye az Amerikai Egyesült Államokban, azon belül Új-Mexikó államban található. Megyeszékhelye és legnagyobb városa Clayton. Lakosainak száma 4079 fő (2020. április 1.). Union megye Dallam, Hartley, Harding, Las Animas, Baca, Cimarron, Quay és Colfax megyékkel határos.

## Népesség
A megye népességének változása:
| Lakosok száma | 4538 | 4435 | 4423 | 4370 | 4201 | 4079 |
|               | 2010 | 2011 | 2012 | 2013 | 2015 | 2020 |